# 猫の寝間着
『猫の寝間着』（The Cat's Pajamas）は、ウィリアム・A・ウェルマン監督、ルイス・D・ライトン、ホープ・ローリング、エルネスト・ヴァイダ脚本による1926年のアメリカ合衆国のコメディ・サイレント映画である。 ベティ・ブロンソン、リカルド・コルテス、アルレット・マルシャル、セオドア・ロバーツ、ゴードン・グリフィス、トム・リケッツが出演し、1926年8月29日にパラマウント・ピクチャーズ配給で公開された。

## キャスト
- サリー・ウィントン - ベティ・ブロンソン（英語版）
- ドン・チェザーレ・グラッコ - リカルド・コルテス（英語版）
- リザ・ドリナ - アルレット・マルシャル（英語版）
- サリーの父 - セオドア・ロバーツ
- ジャック - ゴードン・グリフィス（英語版）
- ブリッグス - トム・リケッツ（英語版）

## 保存状態
この映画はフィルムが失われているとみられている。